# Trest smrti ve Švédsku

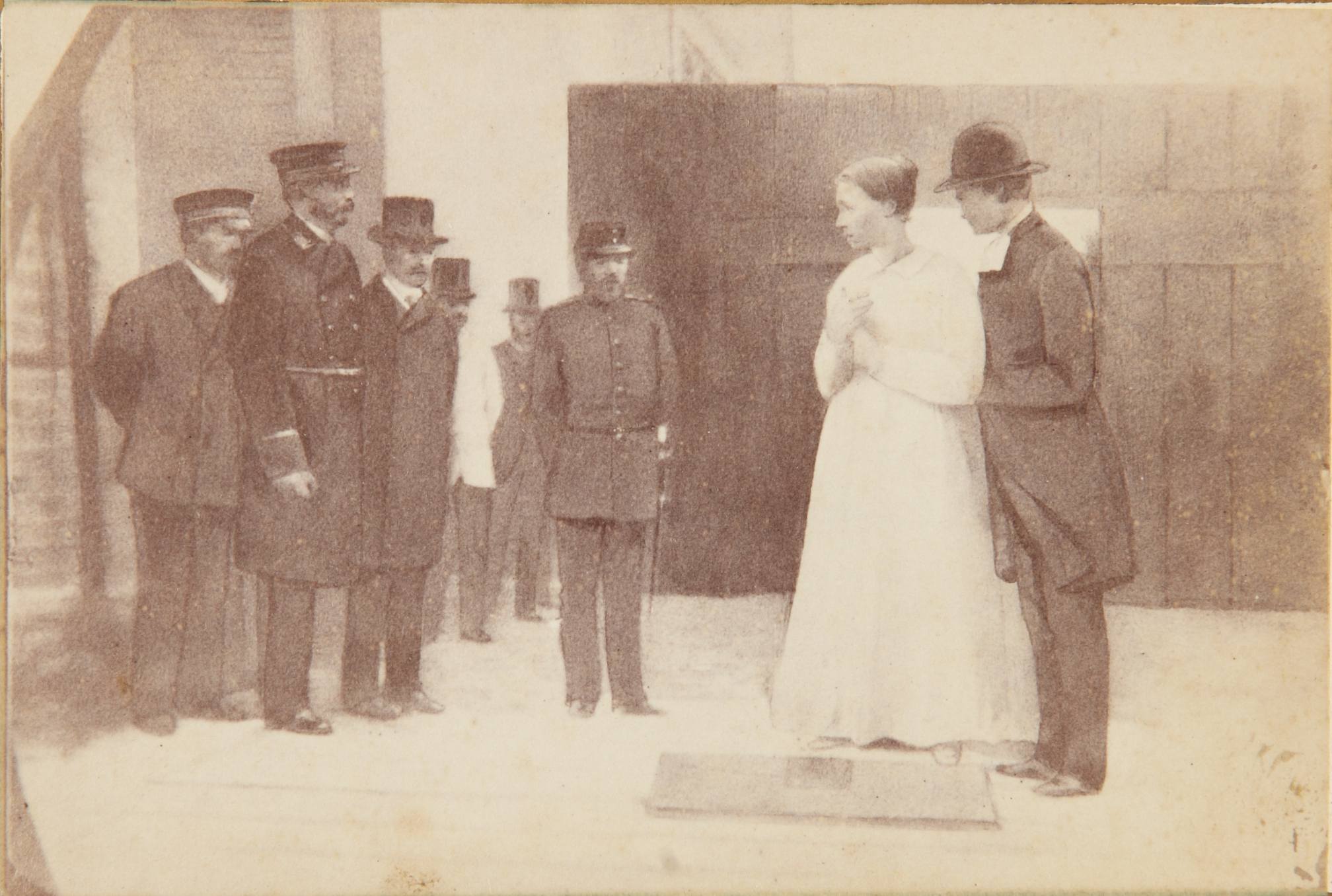
Výjev těsně před popravou vražedkyně Anny Månsdotter

Trest smrti ve Švédsku byl naposledy vykonán v roce 1910 i přesto, že za některé trestné činy mohl být udělen až do roku 1973. Poté jej zakázala švédská ústava, která uvádí, že trest smrti, tělesné tresty a mučení jsou přísně zakázány. V okamžiku zrušení trestu smrti bylo ve Švédsku legální metodou popravy stětí hlavy.

## Názvy používané ve Švédsku pro popravčí
Pro úředníky, kteří prováděli popravu, se ve Švédsku používala dvě označení. Skarprättare, který prováděl popravu stětím a bödel, který vykonával jiný druhy trestu smrti. Původně bylo stětí mečem vyhrazeno pro šlechtice. Prostí lidé tehdy mohli být sťati sekerou nebo oběšeni. V 18. století byla pro stětí v případě prostého lidu i šlechty používána sekera a za některé zločiny, jako například padělatelství, byly udíleny tresty smrti oběšením. Během 19. století měla každá švédská provincie spolu s městem Stockholm jmenovaného svého popravčího, který cestoval po svěřené oblasti, kde vykonával popravy. V roce 1900 byl jmenován státní kat, ve švédštině zvaný riksskarprättare. Tuto pozici obsadil Albert Gustaf Dahlman, který do té doby zastával funkci kata ve Stockholmu.

## Poslední rozsudky smrti a popravy

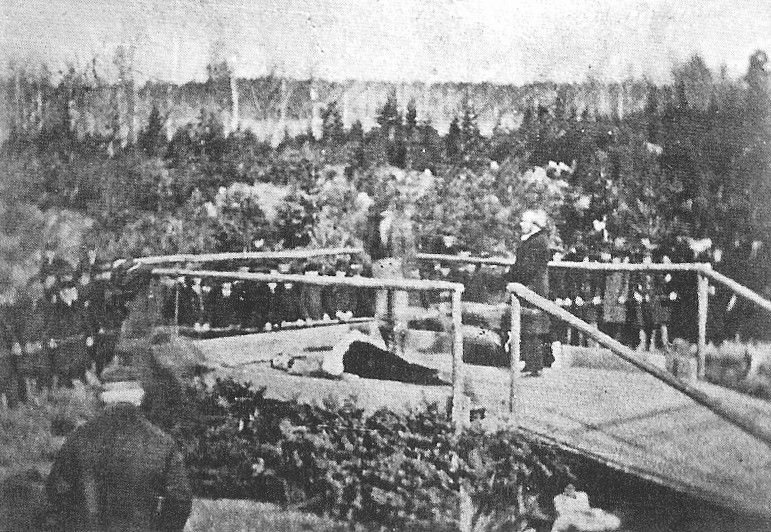
Veřejná poprava Gustava Eriksona Hjerta, 18. května 1876

Ve Stockholmu byla poslední popravenou ženou Helena Katarina Löv, která byla sťata za vraždu dítěte dne 19. září 1829. Poslední popravenou ženou ve Švédsku byla Anna Månsdotter, která byla dne 7. srpna 1890 sťata sekerou. Månsdotter spolu se svým synem Perem Nilssonem zavraždila Perovu manželku Hannu Johansdotter. Månsdotter také udržovala incestní vztah se svým synem. Ten byl odsouzen na doživotí a v roce 1914 byl propuštěn.
V roce 1836 proběhla poslední poprava, která byla provedena jinou metodou než stětím. Tehdy byl odsouzený pověšen za hrdlo. Tato metoda trestu smrti zůstala v trestním zákoníku zachována do roku 1864.
Za jiný zločin než vraždu byl rozsudek trestu smrti naposledy vykonán dne 10. srpna 1853, kdy byl popraven Mårten Persson za útok v Rögla s přitěžujícími okolnostmi. Posledním popraveným za útok bez fatálních následků byl Anders Gustaf Lindberg, jenž byl popraven dne 29. března 1837. Poslední zaznamenaná poprava za bestialitu byla vykonána v roce 1778.
Poslední veřejné popravy se ve Švédsku konaly dne 18. května 1876. Popraveni byli Konrad Lundqvist Petterson Tector a Gustav Erikson Hjert stětím hlavy. K popravě došlo ve Stenkumla Backe nedaleko Visby a v Lidamonu nedaleko Malmköpingu. Oba byli k trestu smrti odsouzeni za neúspěšné přepadení dostavníku o dva roky dříve, během kterého byl zavražděn kočí a jeden z cestujících. Popravy vykonali Per Petter Christiansson Steineck a Johan Fredrik Hjort.

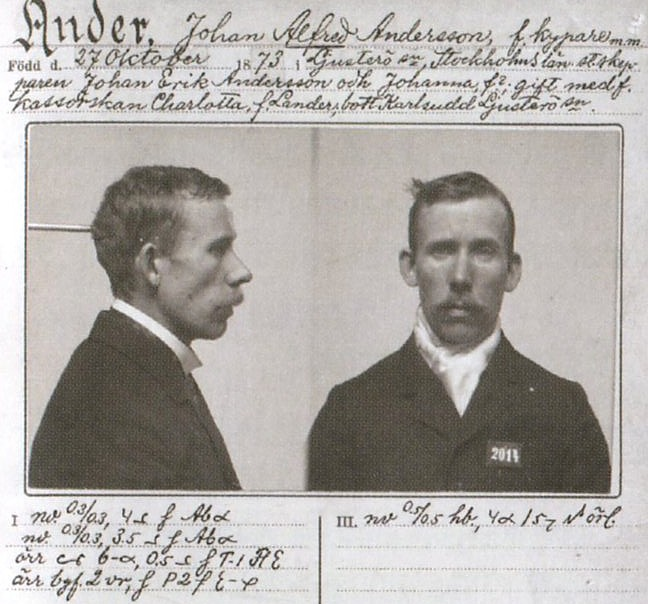
Johan Alfred Ander

Posledním člověkem popraveným ve Švédsku se stal Johan Alfred Ander, který byl odsouzen k trestu smrti za loupežnou vraždu, kterou spáchal v lednu 1910. Trest byl vykonán dne 23. listopadu 1910 na ostrově Långholmen ve Stockholmu. Ander byl sťat gilotinou. Šlo o jediný případ v dějinách Švédska, kdy byla k popravě gilotina použita. Popravu vykonal státní kat Albert Gustaf Dahlman, který byl posledním švédským popravčím.

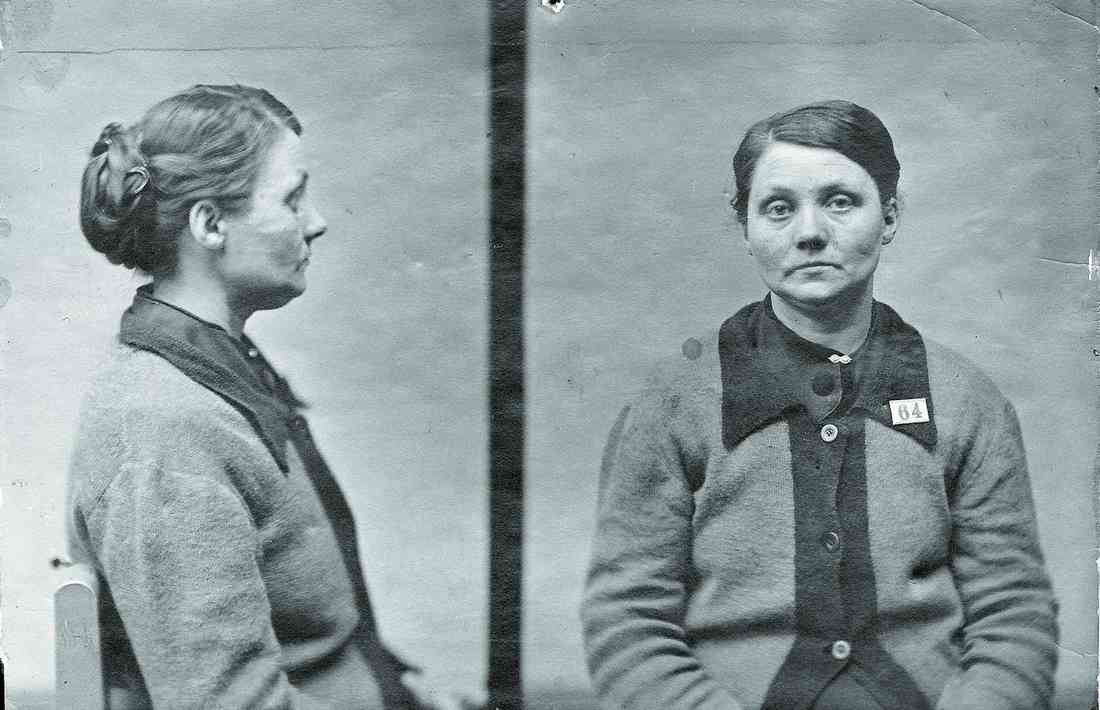
Policejní snímek Hildy Nilsson pořízený v roce 1917

Poslední ženou odsouzenou k trestu smrti a zároveň posledním uděleným trestem smrti, který nebyl změněn na doživotí, byla Hilda Nilsson. Ta byla dne 14. července 1917 odsouzena k trestu smrti stětím na gilotině za vraždu několika malých dětí. Poprava však nebyla vykonána, neboť se odsouzená oběsila ve své cele.
Poslední rozsudek smrti za loupežnou vraždu tří ruských občanů, kteří byli údajnými sympatizanty bolševiků v tzv. Ryssvillanu (ruské vile) v roce 1919 si vyslechl monarchista v exilu a člen Bílého hnutí Mohammed Beck Hadjetlaché, který byl odsouzen dne 28. května 1920. Tento zločin byl pečlivě naplánovaných a mohl si vyžádat více obětí, neboť další čtyři lidé zůstali nezvěstní. Jeho spolupachatelé dostali nižší tresty. Po odvolání byl jeho rozsudek smrti, tak jak bylo v té době běžnou praxí, změněn odvolacím soudem na doživotí tvrdých prací. Hadjetlaché údajně podlehl duševní chorobě ve vězení v roce 1929.

## Zrušení trestu smrti
Trest smrti byl pro všechny trestné činy spáchané v době míru zrušen dne 30. června 1921. Dne 1. ledna 1973 byl zrušen pro všechny zločiny, včetně těch, které byly spáchány v době války. Ustanovení zakazující trest smrti je součástí švédské ústavy od roku 1975. Švédsko v roce 1990 ratifikovalo Mezinárodní pakt o občanských a politických právech, v roce 1984 protokol č. 6 Úmluvy o ochraně lidských práv a základních svobod a v roce 2003 protokol č. 13 Úmluvy o ochraně lidských práv a základních svobod.